# Décembre 1829
Cette page présente les faits marquants du mois de décembre 1829.

## Événements
- 2 décembre : l’esclavage est rétabli au Texas : le Texas est exempté de la loi d’abolition en vigueur au Mexique.

- 4 décembre : le gouverneur général du Bengale Lord William Bentinck interdit la coutume indienne de la satî ou suttee, pratique indoue selon laquelle la veuve est incinérée avec son époux décédé. Toute personne prenant part à ce rituel est accusée d’homicide.

- 8 décembre : début de la dictature de Juan Manuel de Rosas en Argentine (fin en 1852). Elle met fin au conflit entre Buenos Aires et les différents caudillos. Rosas s’assure le contrôle de Buenos Aires, mais doit négocier avec les caudillos qui règnent sur les douze autres provinces, regroupées dans une Confédération des Provinces-Unies du Río de la Plata, sans constitution ni union officielle.

## Naissances
- 7 décembre : Clément-Auguste Andrieux, peintre et lithographe français († 16 mai 1880).
- 23 décembre : Paul Schützenberger (mort en 1897), chimiste français.

## Décès
- 3 décembre : Juan Agustín Ceán Bermúdez, peintre, historien et critique d'art espagnol (° 17 septembre 1749)
- 5 décembre :Pierre-Joseph-Donat Melsnyder, paléographe belge (° 19 août 1752)
- 11 décembre : Anne Louis Henri de La Fare, religieux français, cardinal, évêque de Nancy, archevêque de Sens. (° 9 septembre 1752).
- 18 décembre : Jean-Baptiste Lamarck, naturaliste français (° 1744).